# Вище художнє училище при Російській імператорській академії мистецтв
Вище художнє училище (1894-1918) — мистецький заклад вищої освіти Російської імперії при Імператорській академії мистецтв.

## Історія
Вище художнє училище виникло в результаті реформування в 1893-1894 роках Імператорської академії мистецтв. Ініціатором реформування був віце-президент академії граф Іван Толстой.
«Тимчасовий статут», затверджений в кінці 1893 розділив колишню Академію на дві установи:
- Власне Академію (Академічне «Збори» в складі президента, віце-президента, конференц-секретаря, 60 дійсних і 20 почесних членів Академії), державна установа «для підтримки, розвитку та поширення мистецтва в Росії».
- Вищий навчальний заклад Російської імперії — Вище художнє училище (ВХУ) при Академії, кероване «Радою вчених» з ректором на чолі. Першим ректором Вищого художнього училища став Олександр Померанцев[ru].

Обидві установи розташовувалися в Петербурзі в історичній будівлі Академії мистецтв на Університетській набережній.
Замість старих професорів на викладацькі посади в Вище художнє училище були запрошені художники-передвижники. Програма навчання у Вищому училищі істотно змінилася: скасовані антики; заснований інститут професорів-керівників; встановлені вільні теми для конкурсних випробувань.
У Вищому художньому училищі класи з черговими професорами замінили персональні майстерні під постійним керівництвом провідних педагогів. Чотирирічного навчання в майстерні у професора-керівника передували два роки занять в «загальних класах» малювання з натури. «Вперше учні академії, звільнившись від вузьких рамок спеціалізації в класах історичного, портретного, жанрового, батального та пейзажного живопису, отримали можливість навчатися мистецтву в майстернях під керівництвом відомих майстрів, де вони змогли відчути смак до свободи творчості».
В Академію прийшли нові професора, серед яких виділявся Ілля Рєпін. Майстерня для нього була спеціально перебудована з інших приміщень верхнього поверху будівлі Імператорської академії мистецтв. Керувати іншими персональними майстернями були запрошені Володимир Маковський, Іван Шишкін, Архип Куїнджі, Олексій Ківшенко, пізніше Олександр Кісельов, Дмитро Кардовський, Микола Дубовський, Василій Савінський, Микола Самокиш, Василь Мате.
Змін зазнали і самі принципи викладання мистецтва. Враження учнів добре передає таку думку Анни Петрівні Остроумовой-Лебедєвої, яка вчилася в Академії в 1890-х роках:
 Моделями для нас тепер служать: старий мужик, відставний лакей, майстровий, вдова, прикажчик, дівчинка … Класицизм геть! Перший час моя модель просто відштовхувала своїм неподобством, але тепер я працюю із задоволенням, тому що знайшла більш глибоку красу — висловити на полотні саме життя з усіма її гідностями і недоліками 
Хоча формально розподіл майстерень по жанрам ще зберігалося (так, майстерня Ілля Рєпіна вважалася майстерні історичного живопису, Володимира Маковського — жанрової, Олексія Ківшенко — батального, Архипа Куїнджі та Івана Шишкіна — пейзажної), однак на практиці його не існувало. У Куїнджі і Маковського писали картини на історичні теми, у Рєпіна — портрети та пейзажі. При виборі учнем майстерні, основним критерієм було те, який живописець ближче йому по духу. Саме особистість педагога визначала не тільки коло сюжетів, а й розуміння питань мистецтва.
Викладацька діяльність Рєпіна, Куїнджі, Кісельова, Кардовського, Мате стала яскравою сторінкою історії російського мистецтва. У майстерні Рєпіна в окремі роки було до дев'яносто учнів, серед них Дмитро Кардовський, Борис Кустодієв, Осип Браз, Микола Фешин, Іван Білібін, Ігор Грабар, Костянтин Сомов, Філіп Малявін, Митрофан Греков, Ісаак Бродський, Олександр Любімов і багато інших. Серед учнів майстерні Архипа Куїнджі були Костянтин Богаєвський, Костянтин Вроблевський, Віктор Зарубін, Микола Хімона, Микола Реріх, Аркадій Рилов, Вільгельм Пурвіт (Пурвітіс), Фердинанд Рущиц, Олександр Борисов, Євген Столиця, Микола Калмиков та інші.
На навчання в училище приймалися особи, які закінчили курс середньої художньої школи або довели свої здібності на приймальному іспиті; освітній ценз був встановлений в розмірі курсу 6-класного реального училища. Спочатку навчання два роки проходило в загальних класах, потім слідували чотирирічні заняття в майстерні професора-керівника.
Ректори Вищого художнього училища:
- 1894—1903 Олександр Померанцев[ru]
- 1903—1906 Леонтій Бенуа
- 1906—1911 Володимир Беклемишев
- 1911—1917 Леонтій Бенуа

В кінці XIX століття на академію відпускалося щорічно 72626 руб. Крім художників, Академія мистецтв періодично проводила виставки картин. Художній музей при академії був загальнодоступним.

### Після 1917
Слідом за скасуванням Академії мистецтв (указом Раднаркому від 1 квітня 1918).
У 1921 вони були перейменовані в Петроградські державні художньо-навчальні майстерні при відтвореної Академії мистецтв; в 1922 перетворено в Вищий художньо-технічний інститут (ВХУТЕІН).
У 1930 ВХУТЕІН був реорганізований в Інститут пролетарського образотворчого мистецтва (ІНПІІ). Архітектурний факультет скасований, його учні були переведені в Ленінградський Інститут інженерів комунального будівництва (ЛІІКС, бувши. Інститут цивільних інженерів). У 1932 ІНПІІ був перетворений в Ленінградський інститут живопису, скульптури та архітектури, якому в 1944 було присвоєно ім'я Іллі Юхимовича Рєпіна. Назва зберігав до 1990, коли був перетворений в Санкт-Петербурзький державний академічний інститут живопису, скульптури та архітектури імені І. Ю. Рєпіна